# Shimura Noriaki
Noriaki Shimura (sinh ngày 18 tháng 9 năm 1974) là một cầu thủ bóng đá người Nhật Bản.

## Sự nghiệp câu lạc bộ
Noriaki Shimura đã từng chơi cho Urawa Reds.